# Kalvarienberg (Bratislava)

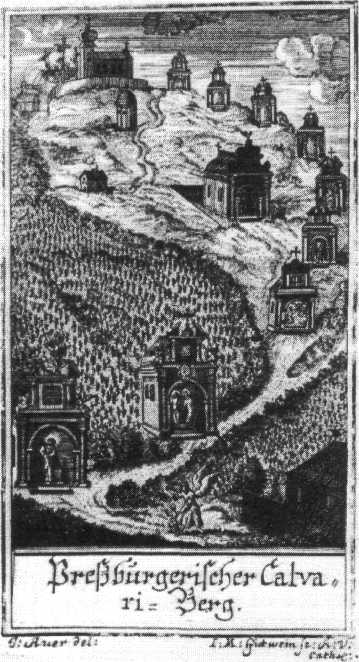
Der Preßburger Kalvarienberg (Stich von Johann Melchior Gutwein, 1723)

Der Kalvarienberg in Preßburg war ein historisches Ensemble, das im Jahre 1694 als Erinnerungsstätte des Sieges über das Osmanische Reich bei Wien errichtet wurde. In der Vergangenheit diente er der katholischen Bevölkerung der Stadt für Pilgergänge und zur Glaubenserbauung.

## Einführung
Kalvarienberge [aus dem lat. calvaria „Schädel“] sind Andachtsstätten mit mehreren Stationen, die etwa seit dem 14. Jahrhundert in katholischen Gebieten Europas – bevorzugt auf Bergen bzw. Berghügeln – errichtet wurden. Bei den einzelnen Stationen des Kalvarienberges handelt es sich in der Regel um künstlerisch gestaltete kleine Kapellen in denen Handlungen der Kreuzigung Christi häufig in dramatischer Form dargestellt werden. Bei kirchlichen Anlässen wurden diese Stationen von Pilgern, häufig in geschlossenen feierlichen Prozessionen begangen, wodurch in frommer Absicht der Kreuzigung unseres Herrn gedacht werden sollte. Den Abschluss des Kalvarienberges bildete in der Regel eine Kreuzigungsgruppe mit einem Kirchlein. Auch in katholischen Gegenden Altungarns wurden in jener Zeit an vielen Orten Kalvarienberge errichtet (Schemnitz, Kaschau, Eperjes). Einer der bedeutendsten Kalvarienberge entstand 1694 in Preßburg.

## Historie des Kalvarienberges zu Preßburg
Im Juli 1683 lag Kara Mustafa mit 200 000 Muselmanen vor den Toren Wiens. Und Emmerich Thököly der von den Türken militärisch und von Ludwig XIV. von Frankreich finanziell unterstützt wurde, marschierte mit 30 000 Mann gegen Preßburg. Die Hoffnung der Bevölkerung, dass Thököly – der Kuruzenkönig – die Stadt verschonen würde, erfüllte sich nicht. Am 28. Juli 1683 standen nahezu alle Vorstädte Preßburgs in Flammen. Auch Teile des alten evangelischen Friedhofes, der sich damals in der heutigen Konventgasse befand, sowie Teile der Nonnenbahn, wo sich das hölzerne Bethaus der Evangelischen Gemeinde A. B. befand, standen in Brand. Obzwar man wusste, dass Erzherzog Karl von Lothringen mit einem starken Entsatzheer zur Stadt eilte, wurde unter dem Eindruck der fürchterlichen Verwüstungen, die Stadt an Thököly übergeben. Jedoch bereits am 29. Juli konnte die Stadt durch Erzherzog Karl und seine Truppen zurückerobert werden.
Im Jahre 1694, als die Kriegswirren abebbten und die Zeiten etwas ruhiger wurden, regten die Jesuiten Patres die Errichtung eines Kalvarienberges in Preßburg an. Er sollte an den Sieg der christlichen Heere über das Osmanische Reich erinnern. Der Initiator des gesamten Unternehmens war der Rektor des Preßburger Jesuiten-Kollegiums, Pater Albert Mechtl (1636–1718). Der Jesuitenorden wirkte bereits seit 1622 in Preßburg. Im Jahre 1627 wurde auf Anregung des Graner Erzbischofs Peter Pázmany das Jesuiten-Kollegium in der Kapitelgasse gebaut, welches zum Hauptsitz der Jesuiten in Preßburg wurde. In den folgenden Jahren gewann der Orden auch in Preßburg an bedeutenden Einfluss und spielte bei der Rekatholisierung Preßburgs eine entscheidende Rolle. Die erste Deutsche Evangelische Kirche (heute Jesuitenkirche) am (späteren) Franziskanerplatz, die 1638 von den Lutheranern gebaut wurde, ist im Zuge der Gegenreformation dem Jesuitenorden zugesprochen worden und wurde am 9. September 1672 durch den damaligen Primas von Ungarn und Erzbischof von Gran Georg Szelepcsényi neu geweiht.

### Die Gründung des Kalvarienberges
Über die Gründung des Kalvarienberges in Preßburg gibt der handgeschriebene Jahresbericht des Jesuitenordens aus dem Jahre 1694 [Litterae annuae provinciae Austriae Societatis Jesu], der sich in der Österreichischen Nationalbibliothek befindet, erschöpfende Auskunft. Unter anderem erfahren wir folgendes:

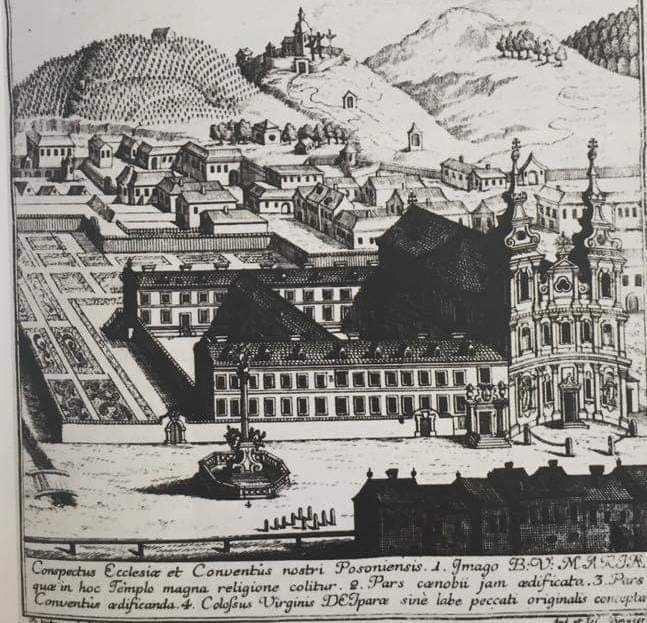
Die Dreifaltigkeitskirche (Trinitarierkirche) in Preßburg; im Hintergrund ist der Kalvarienberg zu sehen.

In Preßburg wurde unweit des Meilensteins ein erhabenes und siegreiches Zeichen des Kreuzes errichtet. Die Initiative geht auf den ehrwürdigen Vater [Albert Mechtl] zurück, der in dieser Zeit Rektor des Kollegioms war. (…) Unter denen, die der Pater für die Arbeit gewann war auch Matthias Schmid, einer der Bürger Preßburgs, welcher die sieben hölzernen Bauten [Stationen bzw. Kapellen] besorgte und diese festlich schmücken und elegant ausmalen ließ. Es handelt sich um denselben Berg auf welchem vor 11 Jahren in der Zeit der Belagerung Wiens, Thököly, der Hauptrebell, sein Lager aufgeschlagen hatte: Auf dieser Stelle wurde in diesem Jahr die bedeutende Gestalt des gekreuzigten Heilands errichtet. Auf selbige Stelle wurde auch der Bauplatz für die Kapelle vorgesehen, für welche am 27. Mai der Grundstein gelegt wurde. Eine feierliche Prozession die von der Kathedralkirche (St. Martinsdom) ausging pilgerte unter Beteiligung unserer Jugend sowie der bürgerlichen Kongregation unter einer wunderschönen Fahne zum Ort des Geschehens. (…) Gleich danach wurden aus der Kasse der Kongregation 500 rheinische Taler entnommen, die in Übereinstimmung von Katholiken sowie Andersgläubigen zusammen mit nochmals 500 rheinischen Talern dazu benutzt wurden, dass der Bau in kürzester Zeit vollendet sein möge. Der Hügel wird durch eine Steinmauer begrenzt. Auf dem offenen Gelände besteht Zutritt zu den beiden Kapellen. Beide sind ein Klafter tief und breit und zwei Klafter hoch, wobei die [entferntere] der Mutter Gottes der Sterbenden und die [nähere] der Gottgebärerin, der Mutter Gottes der Verstorbenen geweiht wurde. In der Mitte erhob sich ein sehr hohes und erhabenes Holz [des Kreuzes] mit Heiland, das sicherlich einen Wert von 80 Talern hatte. Auf der rechten Seite des Kreuzes ist die allerheiligste Jungfrau und der Hl. Dismas zu sehen, auf der linken Seite der Hl. Johannes. Vor der Kreuzigungsgruppe befindet sich das Grab Christi, (…) durch Eisengitter vor Ungläubigen gut geschützt. (…)
Am Tage der Erhöhung des Kreuzes (14. September) kam die ganze Stadt in einer feierlichen Prozession zusammen. Dabei waren auch Nichtkatholiken (was ein seltener Fall ist) sowie die Vertreter des städtischen Adels, was den Feierlichkeiten ein besonderes Gepränge gab. Die Einweihung und Einsegnung des Kreuzes  nahm der damalige Stadtpfarrer, Kanonikus Korsnarics vor. (…)
Wie aus dem vorstehenden zeitgenössischen Bericht ersichtlich, wurde der Kalvarienberg innerhalb einer sehr kurzen Zeit erbaut. Ab Grundsteinlegung (27. Mai 1694) bis zur Einweihung (14. September 1694) vergingen nur dreieinhalb Monate. Das Grundstück wurde von der Stadt Preßburg kostenlos zur Verfügung gestellt. Im Laufe der folgenden Jahre wurden die hölzernen Kapellen durch Steinbauten ersetzt und es kamen weitere Kapellen hinzu.
Aus dem Jahresbericht 1696 erfahren wir, dass in diesem Jahre die Kapelle der Dornenkrönung und Verhöhnung des Heilandes, ein Jahr später wurde die Kapelle Christus verabschiedet sich von seiner Mutter errichtet, außerdem wird auch die VI. Kapelle Ecce homo erwähnt. Aus weiteren Berichten des Jesuitenordens können wir sehen, dass es auch in den folgenden Jahren rege Bauarbeiten am Kalvarienberg gab, die bis 1702 anhielten. Im Jahre 1720 wurden dann die ersten Renovierungsarbeiten fällig. In dieser Zeit wurden das Hl. Grab, sowie das Gefängnis neu überdacht.

### Topographie des Kalvarienberges
Zwischen dem bereits seit dem Jahre 1493 bekannten Tiefen Weg (Tewffn Weg) und der im Jahre 1764 angelegten Blumenauer Straße erhebt sich ein früher dicht bewaldeter 285 m hoher Hügel, auf welchem später die Stationen des Kalvarienberges errichtet wurden. Der Beginn des Weges zum Kalvarienberg verlief westlich vom Mauttor, dass sich um 1775 etwa am Ende der Stephaniestraße befand (Linea ad montem Calvariae). Die Lage des Kalvarienberges ist auch aus dem Stadtplan von Johann Leopold Neyder aus dem Jahre 1820 gut ersichtlich. Gemäß alten Beschreibungen war die gesamte Umgebung des Kalvarienberges in der damaligen Zeit mit Weingärten bestückt, die von kleineren Kastanienwäldchen unterbrochen wurden. Westlich vom Weg befanden sich die „Graf Joan Erdődische Wiesen“. Die Erdődys waren Wohltäter der Stadt und spendeten auch größere Summen für die Errichtung der Kalvarienberg-Kapelle.
Gemäß dem Stadtplan von Johann Leopold Neyder begann der Kalvarienberg am unteren Ende des Tiefen Weges, er hatte eine Länge von 250 Wiener Klafter (etwa 425 m) und wand sich im spitzen Winkel, teilweise über eine Freitreppe hinauf zum Gipfel. Im Plan sind sieben Kapellen die sich auf dem eigentlichen Kalvarienberg befinden, eingezeichnet. Diesen Kapellen, waren ursprünglich zwei Kapellen vorgelagert (Nr. I und II), die quasi zur frommen Einstimmung der Pilger dienten. Das Ende des Kreuzweges bildete das Gipfelplateau, auf dem sich eine mit einer Steinmauer eingefriedete Kapelle mit Türmchen, sowie die Gipfelkreuzgruppe befanden.

### Der Kalvarienberg im 18. Jahrhundert
Das Jahr 1723 war für den Preßburger Kalvarienberg ein besonderes Jahr. In diesem Jahr erschien im Verlag Andreae Spaiser das – heute zu den Raritäten zählende – „Andachtsbüchlein für Pilger“, das bei den Preßburger Buchdrucker Johann Paul Royer gedruckt wurde. Es hat den etwas langen und kuriosen Titel: Dreyfacher, Heiliger und Trostreicher Creutz-Weg Durch Mündliches Gebett, gute Gedancken und geistlichen Gesang gebahnet Auff den nächst der Königl. Frey- und Haubd-Stadt Preßburg in Ungarn, gelegenen Calvari-Berg.Allen Christ- und Creutz-liebenden Seelen zu beliebiger Andacht, mit anmüthigen Kupffern deren Capellen und Stationen gezieret, vorgestellt. (siehe Literatur)
Das reichlich illustrierte Büchlein enthält neben zahlreichen Gebeten, Meditationen und Andachten einen ausführlichen Bericht über den Ursprung des Preßburger Kalvarienberges. Der Bericht schöpft aus den Aufzeichnungen des Jesuitenordens, auch hier wird als Leitmotiv seiner Errichtung der Sieg der christlichen Heere über die Türken im Jahre 1683 bei Wien angegeben. Ganz besonders erwähnt wird, dass die Kreuzigungsgruppe exakt an jener Stelle errichtet wurde, wo einst „die osmanische Fahne des Islams“ wehte. Diese Vermutung konnte jedoch historisch nicht belegt werden. Auch wenn der Sieg über die Türen in jener Zeit ein sehr bedeutendes Ereignis gewesen ist, so sollte dieser Sieg im Zusammenhang mit der Errichtung des Kalvarienberges nicht überschätzt werden.
Auch heute noch ist dieses Büchlein die wohl wichtigste Quelle die uns über das frühere Aussehen und die Anordnung der einzelnen Stationen des Preßburger Kalvarienberges erschöpfend Auskunft gibt.
Ohne Zweifel zählte der Preßburger Kalvarienberg, genau so, wie z. B. der von Schemnitz oder Eperjes zu den außerordentlich bedeutenden Bauensembles des Barock. Er überdauerte unverändert 200 Jahre. Vom Kalvarienberg aus genoss man seinerzeit eine wunderbare Aussicht auf die gesamte Stadt, die Vegetation, die man hier heute vorfindet gab es damals noch nicht.
Im Jahre 1755 wurde am Kalvarienberg eine kanonische Visitation durchgeführt. Bei dieser Gelegenheit erfolgten auch zahlreiche Renovierungsarbeiten an den verschiedenen Stationen. Danach fanden kaum mehr Umbauten bzw. Veränderungen statt, sodass dieser Zustand praktisch bis zum Ende des 19. Jahrhunderts anhielt.

### Das 19. Jahrhundert

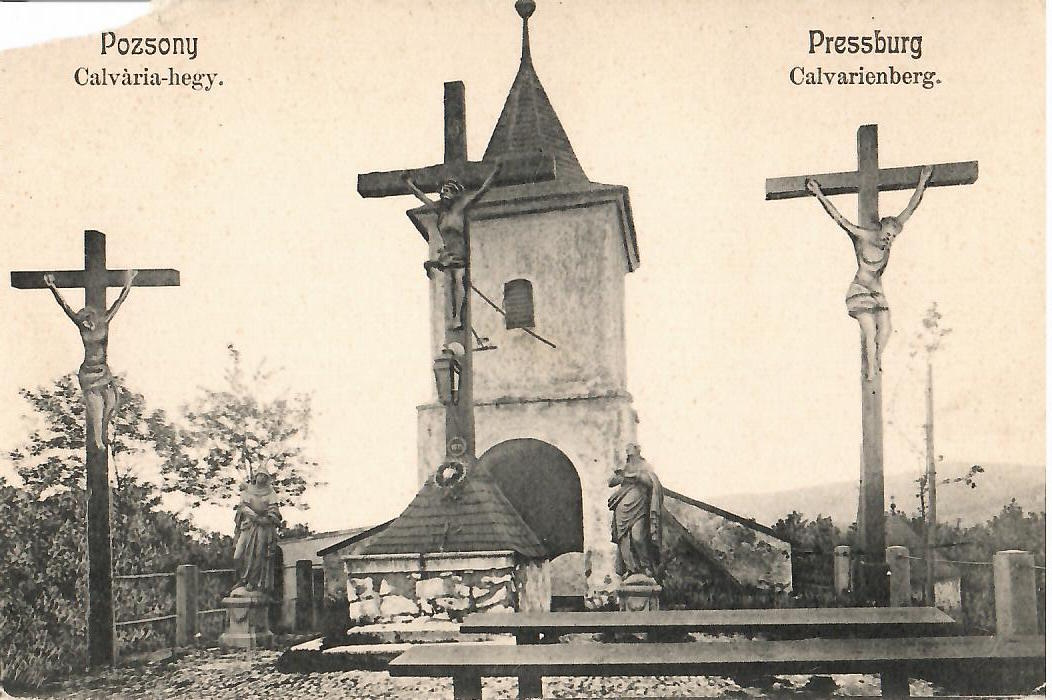
Kalvarienberg In Preßburg vor dem Ersten Weltkrieg (Historische Ansichtskarte um 1910)

Im Jahre 1894 wurde das 200-jährige Jubiläum der Gründung des Kalvarienberges begangen. So berichtet die Zeitung Nyugatmagyarországi Híradó [„Westungarischer Anzeiger“] in seiner Ausgabe vom 13. September 1894 folgendes: „In diesem Monat sind seit der Erbauung des Kalvarienberges 200 Jahre vergangen[…].“ Nach einem historischen Überblick beschreibt die Zeitung die Vorbereitungen auf die bevorstehenden Feierlichkeiten wie folgt: Dem Bemühen des Herrn Palugyay verdanken wir es, dass die einzelnen Stationen (unter welchen sich die Erste „In der Jugend liebt Jesu schon das Kreuz!“ bereits in der Stadt auf der Stephaniestraße befindet), gründlich restauriert wurden. Weiter wird die Errichtung eines neuen Serpentinenweges erwähnt, der vom Stadtbauoberingenieur A. Sendlein geplant und ausgeführt wurde. Auf Initiative des Propstes Dankó wurden aus Tirol zwei neue Figuren für die obersten beiden Kapellen des Kalvarienberges angeschafft. (deutsche Übersetzung vom Seitenersteller).
Bereits am 2. September 1894 berichtete dieselbe Zeitung über das Programm der bevorstehenden Feierlichkeiten, die sich über 8 Tage hinweg erstrecken sollen. Zwischen den 9. und 16. September war eine Anzahl von feierlichen Veranstaltungen (Festgottesdienste, Prozessionen etc.) geplant, die unter der Leitung des damaligen Stadtpfarrers Ödön Zandt stattfinden sollten.
Über das Aussehen des Kalvarienberges in späterer Zeit geben uns zeitgenössische Ansichtskarten, sowie die Beschreibung der in der Zwischenkriegszeit in Preßburg wirkenden Gisela Leweke-Weyde Auskunft („Der Kalvarienberg. Zum 234. Jahrestag seiner Gründung“ in Grenzbote vom 27. Mai 1928).

## Die einzelnen Stationen des Kalvarienberges

### I.Christus in seiner Jugend
Diese Kapelle befand sich in der Vergangenheit am Ende der Stadtbefestigung der „äußeren Stadt“ im Bereich der Märzel-Maut (der späteren Stephaniestraße) Im 19. Jahrhundert wurde sie abgerissen und in die Fassade des damals neu gebauten Gasthauses „Zum Bären“ (dem späteren Hotel Dax) integriert. Seit 1924 befand sich die Kapelle in der Rückfassade dieses – nach 1945 in „Hotel Kriváň“ umbenannten – Gebäudes. Als in den 1970er-Jahren auch das Hotel Kriváň der Spitzhacke der kommunistischen „Urbanisten“ zum Opfer fiel, verschwand auch diese erste Kapelle zum Kalvarienberg für immer. In der ursprünglichen Kapelle befand sich eine Statue des Erzengels Michael, der auf Christus, als den zukünftigen Erlöser der Welt und den Sieger über Tod und Teufel hinweist. Die ursprüngliche Inschrift lautete: In der Jugendt liebt von Herzen JESUS schon sein Kreuz und schmertzen

### II.Jesus verabschiedet sich von Maria
Diese Station befand sich ursprünglich auf der linken Seite des „nach Mähren führenden Königsweges“ (Bereich der späteren Blumenauer Straße), wie wir einem Bericht aus dem Jahre 1780 entnehmen können. Als jedoch im Jahre 1849 die Blumenauer Straße begradigt und ausgebaut wurde, musste diese in Barockstil gehaltene Kapelle abgerissen und auf anderer Stelle wieder neu aufgebaut werden. In der Kapelle wurde der Abschied Jesu von seiner Mutter vor seinem beginnenden Leidensweg dargestellt. Es handelte sich um zwei gefühlsbetonte Figuren: links die weinende Mutter Gottes wird von Jesus mit seiner Rechten gehalten, die Linke weist jedoch in eine andere Richtung hin, auf den Weg, welchen er selbst wird gehen müssen. Die Gestalt Jesu ist als eine der wenigen Figuren des Kalvarienberges bis in die heutige Zeit als Fragment erhalten geblieben. Sie befindet sich (im restaurierten Zustand) in der Städtischen Galerie. Die ursprüngliche Inschrift in dieser Kapelle lautete: JESU und Maria scheiden – zeiget uns den weg zum Leyden
In der kanonischen Visitation im Jahre 1755 wurden diese beiden ersten Kapellen, als „Vorbereitungsstationen“ bezeichnet, die den frommen Pilger innerlich auf den eigentlichen Leidensweg vorbereiten sollten. Sie wurden ziemlich weit vom Kalvarienberg entfernt errichtet und so hatte der Gläubige Zeit sich in Gebeten und Meditation auf den eigentlichen Pilgergang vorzubereiten.
Am Anfang des eigentlichen Kalvarienberges, der teilweise sehr steil und deshalb auch mit Freitreppen ausgestattet war, standen vor der III. Kapelle die Statuen des Hl. Joseph und des Hl. Antonius von Padua.

### III.Christus am Ölberg
In dieser Kapelle wird der kniende Christus im Gebet zu seinem himmlischen Vater dargestellt. In der Ferne sieht man eine Landschaft in der zwei schlafende Apostel zu sehen sind. Es ist die erste von sieben Kapellen, die sich auf die eigentliche Passion Jesu bezieht. Die ursprüngliche Inschrift lautete: JESUS schwitzet uns zu gut – auff dem Ölberg häuffig blut

### IV.Die Geißelung Christi
Wie aus zeitgenössischen Fotografien, sowie der Beschreibung von Gisela Weyde ersichtlich, zeigt diese Kapelle Jesus, der sich in einem Raum mit vergittertem Fenster befindet, und von zwei Knechten gegeißelt wird. Die ursprüngliche Inschrift lautete: Wegen frembder Sünden Last Gott sich also gaißlen lasßt
Zwischen der IV. und V. Kapelle befand sich früher etwas abseits die Petrus-Kapelle, welche im Jahre 1713 der Preßburger Bürger Johann Georg Lauermann als Dank für die Verschonung von der Pest als Votivgabe errichten ließ. (Die Pestepidemie des Jahres 1713 forderte in Preßburg immerhin 4000 Todesopfer). Gemäß G. Weyde dürfte sich dieses Kirchlein recht gut in die barocke Thematik des Kalvarienberges eingefügt haben.

### V.Die Dornenkrönung
Hier wird Christus, dem ein Purpurmantel um die Schultern gelegt wurde gezeigt, wie er von zwei Knechten mit einer Dornenkrone gekrönt und von weiteren drei Knechten verhöhnt wird. Die ursprüngliche Inschrift lautete: JESU wird zum spott und hohn auffgesetzt von dorn ein Kron

### VI.Ecce homo
Christus im Purpurmantel, mit der Dornenkrone gekrönt, steht vor Pontius Pilatus, hinter ihm zwei römische Soldaten. Links neben Jesus ist Pilatus zu sehen, der einen Zettel mit der Inschrift „Ecce homo“ („Welch ein Mensch!“) in der rechten Hand hält. Die ursprüngliche Inschrift in dieser Kapelle lautete: Sieh ein Mensch! O Adams-Kind so hat ihn verstalt dein sünd

### VII.Christus fällt unter dem Kreuz
Hier handelt es sich um eine Station in der zwei Darstellungen untergebracht sind. In der ersten Darstellung wird Christus gezeigt, wie er unter dem Kreuz zusammenbricht und von einem Soldaten geschlagen wird. Hinter Jesus steht Simon von Cyrene, der ihm hilft das Kreuz aufzuheben.
In der zweiten Darstellung stürzt Jesus abermals. Hier begegnet er jedoch seiner Mutter Maria und der Hl. Veronika, die ihm das Schweißtuch reicht. Mit dieser Inszenierung hat man vermutlich versucht eine längere Zeitsituation auszudrücken. Die ursprüngliche Inschrift lautete: Jesus schmerzhafft schwach und matt Tragt sein Creutz Zur schedel-statt

### VIII. Entkleidung Christi
In der Mitte der Szene steht Christus in demütiger Haltung. Mit seiner Rechten hält er sein Kleid zusammen, das nur mehr seine Lenden bedeckt. Hinter der Gestalt Jesu stand sicherlich ein Soldat, vor einer imaginären steinigen Landschaft, der ihn entkleidete.

### IX.Kreuzigung
In dieser Szene liegt in der Mitte der Kapelle ein Kreuz am Boden, an das Jesus von einem Soldaten und eine Schächer genagelt wird.
Unweit dieser letzten Station befand sich ein fensterloser achteckiger Bau, mit Zeltdach, der in der Literatur als Gefängnis bezeichnet wurde. Formal gehörte dieser Bau nicht mehr zu den Stationen des Kalvarienberges, kann aber thematisch dazu gezählt werden. In der kanonischen Visitation von 1755 wird die in der Kapelle dargestellte Szene als die Verhöhnung Christi durch die Juden bezeichnet.
Von hier gelangten dann die frommen Pilger auf den Gipfel des Kalvarienberges, dem eigentlichen Ziel ihrer Wallfahrt. Im Mittelpunkt des Geschehens steht die aus drei Kreuzen bestehende Kreuzigungsgruppe (Kreuz mit plastischem Corpus Christi in der Mitte, die beiden anderen Kreuze auf der linken und rechten Seite, zeigen die beiden Schächer, jedoch lediglich als auf Blech gemalte Figuren. Diese Darstellungsart, wurde in Altungarn, auch aus finanziellen Gründen häufig praktiziert). Rechts und links vom Kreuz Christi standen die Statuen der Mutter Gottes und des Evangelisten Johannes. Wie aus alten bildlichen Darstellungen ersichtlich, war das gesamte Gelände mit einer hohen Mauer eingefriedet. Hinter der Kreuzigungsgruppe befand sich ein einfacher Glockenturm an dessen Giebel das Wappen des Jesuitenordens angebracht war. Obzwar ursprünglich geplant, ist auf dem Plateau des Kalvarienberges eine Kirche nie gebaut worden. Über die Gründe, die zu diesem Beschluss führten ist nichts bekannt geworden. Rechts neben der Treppe, die zum Plateau führte befand sich früher die Kapelle des Heiligen Grabes, in welcher auch häufig Hl. Messen gelesen wurden. Über das detaillierte Aussehen dieser Kapelle ist uns so gut wie nichts bekannt, da es hierzu leider keine bildlichen Darstellungen gibt.

## Das 20. Jahrhundert und das Ende

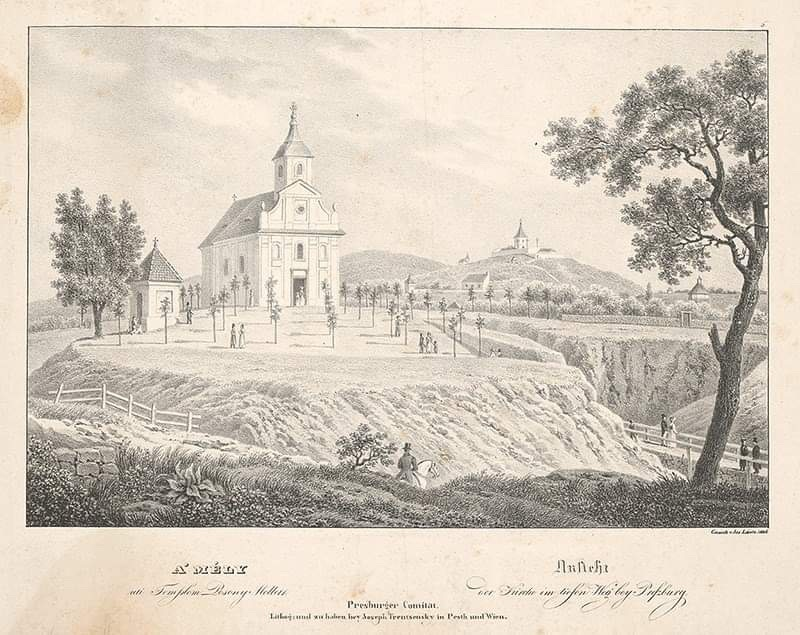
Das Kirchlein Mariä Schnee am Tiefen Weg vor 1890. Ein Projekt des Architekten Ignaz Feigler d. Ä. Die Kirche wurde Anfang der 1940 Jahre abgerissen, da sie einem Neubau weichen musste. Auf der rechten Seite ist der alte Steinbruch zu sehen in welchem 1892 die Lourdes Grotte eingerichtet wurde.

Den Gipfel des Kalvarienberges konnte man auch über den Tiefen Weg verlassen. In früheren Zeiten kam man an der Marienkapelle des Tiefen Weges vorbei, die im Jahre 1713 ebenfalls von Johann Georg Lauermann als Votivkapelle erbaut wurde. An dieser Stelle wurde dann auf Initiative des Preßburger Stadtpfarrers Joseph Schneider im Jahre 1824 nach Plänen von Ignaz Feigler d. Ä. eine neue Marinekapelle (Maria Schnee) errichtet. Im Jahre 1943 wurde diese abgerissen und bereits in Zeiten des Slowakischen Staates wurde die noch heute stehende, ebenfalls der Mutter Gottes (Unsere Liebe Frau vom Schnee) geweihte, große Kirche mit Turm gebaut (1948 fertig gestellt und geweiht). Da der 50 Meter hohe Turm dieser neuen Kirche als Stadtdominante von nahezu allen Standorten der Stadt zu sehen war, wurde von den kommunistischen Machthabern aus ideologischen Gründen Ende der 1950er-Jahre dessen Abriss angeordnet (1959). Dadurch sollte verhindert werden, dass der Turm – als christliches Symbol – in Konkurrenz zu dem neu errichteten Mahnmal des Sieges am sowjetischen Soldaten-Ehrenfriedhof „Slavín“ steht.

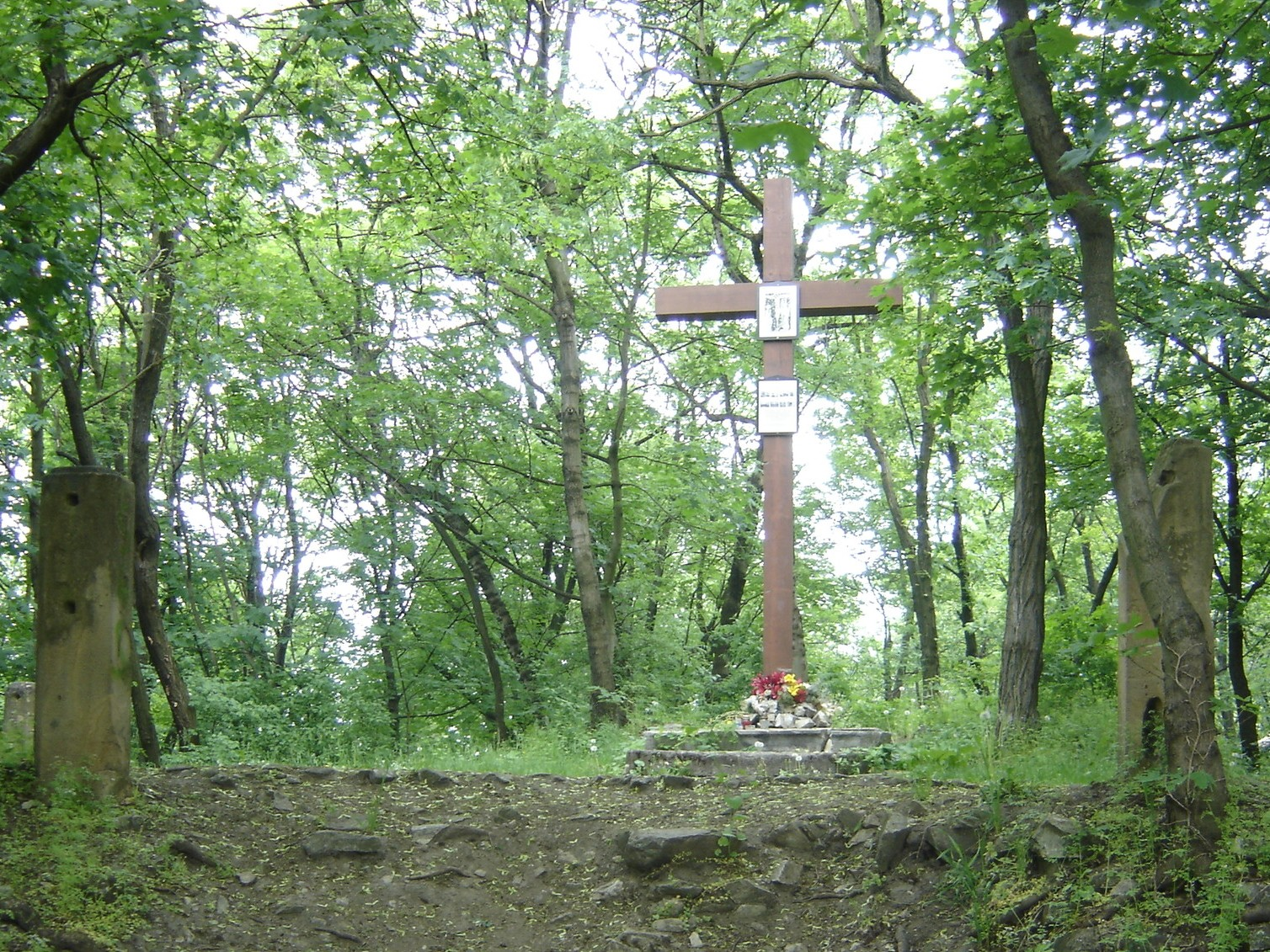
Der Gipfel des Kalvarienberges in der Gegenwart. (Zustand 2013)

Unterhalb der Kirche befindet sich auch heute noch die Maria Lourdes Grotte mit zahlreichen Votivtafeln. Diese Grotte wurde auf Initiative und mit Spenden katholischer Frauenvereine der Stadt Preßburg in einem alten Steinbruch errichtet. Die Arbeiterinnen der Preßburger Klingerfabrik zur Verarbeitung von Jute, Hanf und Leinen stifteten die Figur der Mutter Gottes, die von der Preßburger Steinmetzfirma Johann Rumpelmayer gefertigt wurde.
Die ungarische Gräfin Gabriella Szapáry kümmerte sich finanziell um die Unterhaltung dieses Ortes und sorgte auch durch eine großzügige Stiftung von 2000 Gulden für die spätere Pflege der Grotte nach ihrem Tode. Die Anlage wurde am 15. September 1892 durch Bischof Karl Rimely feierlich eingeweiht. Auch heute noch erfreut sich diese Grotte großer Beliebtheit unter der katholischen Bevölkerung Preßburgs.
Bis zum Beginn des 20. Jahrhunderts wurde der Kalvarienberg regelmäßig gepflegt. Auch Gisela Weyde berichtet uns im Jahre 1928 über den noch guten Erhaltungszustand der einzelnen Stationen. Die Situation änderte sich radikal nach dem Zweiten Weltkrieg, aber insbesondere nach der Machtergreifung durch die Kommunisten in den 1950er-Jahren. Es setzte eine systematische Zerstörung der einzelnen Stationen und Kapellen ein. Der Vandalismus und die Zerstörungswut waren grenzenlos und vom kommunistischen Regime gewünscht…es war die Zeit der Intoleranz, die Zeit der Ideologie eines totalitären kommunistischen Staatssystems… Im Jahre 1956 standen fast noch alle Kapellen, aber die meisten befanden sich in einem ruinösen und beklagenswerten Zustand, niemand kümmerte sich um sie. Heute ist der Preßburger Kalvarienberg verschwunden, Staub einer längst versunkenen Zeit.